# Jim Matheson
James David "Jim" Matheson, född 21 mars 1960 i Salt Lake City, Utah, är en amerikansk demokratisk politiker. Han var ledamot av USA:s representanthus 2001–2015.
Han avlade sin grundexamen vid Harvard University och Master of Business Administration vid University of California, Los Angeles. Hans far Scott M. Matheson var guvernör i Utah 1977–1985.
Matheson är en konservativ demokrat men han är också känd för sitt motstånd till kärnvapenprov. Hans far avled i myelom som tros ha resulterat av radioaktivt avfall från Nevada Test Site.
Matheson efterträddes 2015 som kongressledamot av Mia Love. Efter tiden i kongressen har han varit verksam som lobbyist.
Gift med Amy Matheson och har 2 barn.